# Paressisus viridipennis
Paressisus viridipennis är en skalbaggsart som beskrevs av Aurivillius 1917. Paressisus viridipennis ingår i släktet Paressisus och familjen långhorningar. Inga underarter finns listade i Catalogue of Life.